# Marquitos
Marcos Alonso Imaz znany pod pseudonimem boiskowym Marquitos (ur. 16 kwietnia 1933 w Santanderze, zm. 6 marca 2012 tamże) – hiszpański piłkarz, dwukrotny reprezentant Hiszpanii. Grał na pozycji obrońcy.

## Kariera
Profesjonalną karierę rozpoczął w Racingu, z którego przeszedł do Realu Madryt. W barwach tego klubu zdobył pięć mistrzostw Hiszpanii i pięć Pucharów Mistrzów.

## Życie prywatne
Jego syn Marcos Alonso Peña (zm. 9 lutego 2023) i wnuk Marcos Alonso Mendoza również są związani z piłką nożną.